# Erziehungsbeistand
Erziehungsbeistand (EB) und Betreuungshelfer sind Begriffe aus der Kinder- und Jugendhilfe. Sie haben ihre Grundlage in § 30 des Achten Buches des Sozialgesetzbuches, gehören zu den Hilfen zur Erziehung (§§ 27 ff. SGB VIII) und beschreiben  eigentlich zwei verschiedene Hilfeansätze in einem Gesetzestext. Die Erziehungsbeistandschaft ist in der Praxis freiwillig und wird auf Antrag der Sorgeberechtigten eingeleitet, der Betreuungshelfer wird auf Anordnung des Jugendgerichtes tätig.
Man unterscheidet in der ambulanten Jugendhilfe zwischen Erziehungsbeistandschaft (für Kinder bis 14 Jahre) und Jugendhelfer (für Jugendliche und junge Volljährige).

## Erziehungsbeistand
Der Inhalt des Gesetzestextes: „Der Erziehungsbeistand und der Betreuungshelfer sollen das Kind oder den Jugendlichen bei der Bewältigung von Entwicklungsproblemen möglichst unter Einbeziehung des sozialen Umfelds unterstützen und unter Erhaltung des Lebensbezugs zur Familie seine Verselbständigung fördern.“ umreißt das Aufgabengebiet und die Basis der Durchführung der Hilfe.
Das Kind oder der Jugendliche soll als Einzelperson wahrgenommen, ernst genommen und gleichzeitig in seiner Verbindung zu seinem familiären oder sozialen Umfeld gesehen und dementsprechend behandelt werden.
Die Tätigkeit als Erziehungsbeistand grenzt sich damit klar von Sozialpädagogischer Familienhilfe (§ 31 SGB VIII) mit Fokus auf die Eltern und Gesamtfamilie, und Intensiver Sozialer Einzelbetreuung (§ 35 SGB VIII), mit Fokus auf den einzelnen Jugendlichen, ab.
Aufgrund ihrer Herkunft aus der Betreuung ist die Erziehungsbeistandschaft die geschichtlich älteste Hilfe zur Erziehung. An ihr kann man exemplarisch den Wandel der Fürsorge hin zu einem modernen Kinder- und Jugendhilferecht erkennen. Das und die Wünsche der Kinder und Jugendlichen sowie die Mitwirkung der Familie und die Förderung der Eigeninitiative sind fester Bestandteil in der Ausführung der Hilfe.
In den letzten Jahren entwickelte sich die Hilfe zur Erziehung vor allem in Großstädten in Richtung einer „flexiblen Hilfe zur Erziehung“ und weg von dem Säulen-Modell, bei dem die einzelnen Hilfen nebeneinander stehen.

## Betreuungshelfer
Die Betreuungshilfe wurde mit der Novellierung des Jugendgerichtsgesetzes (JGG) durch einen Artikel des Kinder- und Jugendhilfegesetzes 1990/91 mit ins SGB VIII aufgenommen und ist somit eine Sozialleistung, ein Hilfsangebot, das Anspruchsberechtigte im Jugendamt nachfragend beantragen können. Dennoch wird sie mehrheitlich in ihrer ursprünglichen Ausprägung auf Anordnung eines Jugendrichters als „Erziehungsmaßregel“ verwendet.
Kommt eine solche Betreuungsweisung durch den Jugendrichter in Betracht, soll sich die Jugendgerichtshilfe (auch Jugendhilfe im Strafverfahren genannt) dazu äußern, wer als Betreuungshelfer bestellt werden soll (§ 38 Absatz 6 JGG).

## Durchführung der Hilfen
Die Durchführung der Hilfe geschieht in der Regel durch Sozialpädagogen und kann durch das Jugendamt oder subsidiär durch freie Träger ausgerichtet werden. Der öffentliche Träger der Jugendhilfe (kommunales Jugendamt) entscheidet nach Geeignetheit und Notwendigkeit über die Hilfe (§ 27 SGB VIII).